# حقن داخل الصفاق
الحقن داخل الصِّفاق (بالإنجليزية: Intraperitoneal injection)، هي طريقة لحقن مادة ما داخل تجويف الصفاق (تجويف الجسم البطني). ويُستخدم هذا النوع من الحقن في الحيوانات غير البشرية أكثر مما يُستخدم في البشر. وبوجه عام، يُفضَّل استخدامه عندما تكون هناك حاجة إلى كميات كبيرة من سوائل تعويض الدم، أو عندما يحول انخفاض ضغط الدم أو مشكلات أخرى دون استخدام وعاء دموي مناسب للحقن الوريدي.
يُستخدم هذا الأسلوب في البشر على نطاق واسع لإعطاء أدوية العلاج الكيميائي لعلاج بعض أنواع السرطان، وخاصة سرطان المبيض. وعلى الرغم من أن استخدام هذا النهج لا يزال موضع جدل، إلا أن الحقن داخل الصفاق في حالات سرطان المبيض موصى به كخيار رعاية قياسي. كما تُحقن السوائل داخل الصفاق لدى الرضّع، ويُستخدم أيضًا هذا الأسلوب في غسيل الكلى البريتوني.
يمثل الحقن داخل الصفاق أحد طرق إيصال العلاجات والأدوية عبر مسار الصفاق (تجويف الجسم). ويُعد من الطرق القليلة التي يمكن بها إعطاء الأدوية عن طريق الحقن، وله استخدامات في الأبحاث الحيوانية، وفي إعطاء الأدوية لعلاج سرطانات المبيض، وغيرها من المجالات. إن فهم متى يمكن استخدام الحقن داخل الصفاق وفي أي تطبيقات، يُعد مفيدًا في تطوير أساليب توصيل الأدوية الحالية، وفتح المجال أمام مزيد من الأبحاث المستقبلية. ومن مزايا إعطاء الأدوية عبر هذا المسار أن تجويف الصفاق قادر على امتصاص كميات كبيرة من المادة بسرعة. أما من سلبياته، فهو احتمال وجود تباين كبير في الفعالية واحتمال حدوث حقن خاطئ. وقد يتشابه الحقن داخل الصفاق مع الإعطاء الفموي في أن كليهما قد يمر بمرحلة الأيض الكبدي.

## تاريخ
توجد قِلّة من التقارير التي توثق استخدام الحقن داخل الصِّفاق قبل عام 1970. ومن أوائل الاستخدامات المسجّلة لهذا النوع من الحقن، ما ورد في عام 1957، حيث تم استخدامه في تلقيح أنثى خنزير غينيا. إلا أن الدراسة لم تُظهر زيادة في معدلات الإخصاب مقارنة بالتزاوج الطبيعي. وفي العام ذاته، تم حقن بياض البيض داخل الصِّفاق في فئران لدراسة التغيرات في ما يُعرف بـ"القطيرات" داخل خلايا الكلى. وأظهرت النتائج أن عدد القطيرات الصغيرة قد انخفض بعد إعطاء بياض البيض، ما يشير إلى تحولها إلى قطيرات أكبر.
وفي عام 1964، استخدمت إحدى الدراسات الحقن داخل الصفاق لإعطاء مواد كيميائية مثل حمض الأسيتيك، والبريدينين، والكاولين إلى فئران، وذلك من أجل دراسة استجابة الحركات الالتوائية. أما في عام 1967، فقد دُرس تأثير الحقن بعقار فيسوستيجمين في إحداث فقدان مؤقت للذاكرة. وفي عام 1968، أُعطي هرمون الميلاتونين لفئران عن طريق الحقن داخل الصفاق لدراسة تأثيره على مستويات السيروتونين في الدماغ الأوسط. أما في عام 1969، فقد تم تحليل أخطاء تقنية ناتجة عن اختلاف طرق إعطاء الحقن داخل الصفاق، حيث تبين أن معدل الخطأ في تحديد موضع الحقن بلغ 12% عند استخدام طريقة الشخص الواحد، مقابل 1.2% فقط عند استخدام طريقة الشخصين. ومن الأمثلة الجيدة التي توضح آلية عمل الحقن داخل الصِّفاق، ما ورد في دراسة بعنوان: "توزيع الساليسيلات في أنسجة الفأر بعد الحقن داخل الصفاق"، حيث تضمنت معلومات حول كيفية انتقال الدواء إلى الدم والكبد والدماغ والكلى والقلب والطحال والحجاب الحاجز والعضلات الهيكلية بعد الحقن.
تشكل هذه الاستخدامات المبكرة للحقن داخل الصفاق أمثلة توضيحية مفيدة لكيفية استخدام هذه الطريقة في إيصال المواد، كما توفر أساسًا مهمًا للدراسات المستقبلية حول الأساليب الصحيحة لحقن الفئران في الأبحاث العلمية.